# Нова Зеландія на Олімпійських іграх
Нова Зеландія бере участь в Олімпійських іграх окремою командою з 1920 року. На Олімпіадах 1908 та 1912 років ківі виступали разом із австралійцями під прапором команди Австралазія. 
Участь команди Нової Зеландії в Олімпіаді 1976 призвела до бойкоту цієї Олімпіади більшістю африканських країн, оскільки Нова Зеландія продовжувала підтримувати спортивні контакти з Південною Африкою — All Blacks продовжували грати в регбі зі своїми найпринципіальнішими супротивниками Спрінгбокс. 
Найбільше олімпійських медалей ківі здобули в легкій атлетиці. Значні успіхи вони мають також у човнярсько-водних видах спорту: вітрильному спорті, академічному веслуванні та веслуванні на байдарках і каное. 

## Таблиці медалей

### Медалі літніх Ігор
| Ігри                    | Золото                         | Срібло                         | Бронза                         | Загалом                        |
| Лондон 1908             | як частина команди Австралазії | як частина команди Австралазії | як частина команди Австралазії | як частина команди Австралазії |
| Стокгольм 1912          | як частина команди Австралазії | як частина команди Австралазії | як частина команди Австралазії | як частина команди Австралазії |
| Антверпен 1920          | 0                              | 0                              | 1                              | 1                              |
| Париж 1924              | 0                              | 0                              | 1                              | 1                              |
| Амстердам 1928          | 1                              | 0                              | 0                              | 1                              |
| Лос-Анджелес 1932       | 0                              | 1                              | 0                              | 1                              |
| Берлін 1936             | 1                              | 0                              | 0                              | 1                              |
| Лондон 1948             | 0                              | 0                              | 0                              | 0                              |
| Гельсінкі 1952          | 1                              | 0                              | 2                              | 3                              |
| Мельбурн/Стокгольм 1956 | 2                              | 0                              | 0                              | 2                              |
| Рим 1960                | 2                              | 0                              | 1                              | 3                              |
| Токіо 1964              | 3                              | 0                              | 2                              | 5                              |
| Мехіко 1968             | 1                              | 0                              | 2                              | 3                              |
| Мюнхен 1972             | 1                              | 1                              | 1                              | 3                              |
| Монреаль 1976           | 2                              | 1                              | 1                              | 4                              |
| Москва 1980             | 0                              | 0                              | 0                              | 0                              |
| Лос-Анджелес 1984       | 8                              | 1                              | 2                              | 11                             |
| Сеул 1988               | 3                              | 2                              | 8                              | 13                             |
| Барселона 1992          | 1                              | 4                              | 5                              | 10                             |
| Атланта 1996            | 3                              | 2                              | 1                              | 6                              |
| Сідней 2000             | 1                              | 0                              | 3                              | 4                              |
| Афіни 2004              | 3                              | 2                              | 0                              | 5                              |
| Пекін 2008              | 3                              | 2                              | 4                              | 9                              |
| Лондон 2012             | 6                              | 2                              | 5                              | 13                             |
| Ріо 2016                | 4                              | 9                              | 5                              | 18                             |
| Усього (НЗ)             | 46                             | 27                             | 44                             | 117                            |
| Усього (АНЗ)            | 3                              | 4                              | 4                              | 11                             |

### Медалі зимових Ігор
| Ігри                   | Золото          | Срібло          | Бронза          | Загалом         |
| Осло 1952              | 0               | 0               | 0               | 0               |
| Кортіна-д'Ампеццо 1956 | не брала участі | не брала участі | не брала участі | не брала участі |
| Скво-Веллі 1960        | 0               | 0               | 0               | 0               |
| Інсбрук 1964           | не брала участі | не брала участі | не брала участі | не брала участі |
| Гренобль 1968          | 0               | 0               | 0               | 0               |
| Саппоро 1972           | 0               | 0               | 0               | 0               |
| Інсбрук 1976           | 0               | 0               | 0               | 0               |
| Лейк-Плесід 1980       | 0               | 0               | 0               | 0               |
| Сараєво 1984           | 0               | 0               | 0               | 0               |
| Калгарі 1988           | 0               | 0               | 0               | 0               |
| Альбервіль 1992        | 0               | 1               | 0               | 1               |
| Ліллехаммер 1994       | 0               | 0               | 0               | 0               |
| Нагано 1998            | 0               | 0               | 0               | 0               |
| Солт-Лейк-Сіті 2002    | 0               | 0               | 0               | 0               |
| Турин 2006             | 0               | 0               | 0               | 0               |
| Ванкувер 2010          | 0               | 0               | 0               | 0               |
| Сочі 2014              | 0               | 0               | 0               | 0               |
| Пхьончхан 2018         | 0               | 0               | 2               | 2               |
| Усього                 | 0               | 1               | 2               | 3               |

### Медалі за видами спорту
| Вид спорту                      | Золото | Срібло | Бронза | Загалом |
| Легка атлетика                  | 9      | 2      | 8      | 19      |
| Вітрильний спорт                | 7      | 4      | 5      | 16      |
| Академічне веслування           | 6      | 2      | 8      | 16      |
| Веслування на байдарках і каное | 5      | 2      | 1      | 8       |
| Кінний спорт                    | 3      | 2      | 4      | 9       |
| Плавання                        | 2      | 1      | 3      | 6       |
| Велоспорт                       | 1      | 1      | 2      | 4       |
| Бокс                            | 1      | 1      | 1      | 3       |
| Тріатлон                        | 1      | 1      | 1      | 3       |
| Хокей на траві                  | 1      | 0      | 0      | 1       |
| Гірськолижний спорт             | 0      | 1      | 0      | 1       |
| Стрілецький спорт               | 0      | 0      | 1      | 1       |
| Усього                          | 36     | 17     | 34     | 87      |